# Skruda (condado de Garwolin)
Skruda es un pueblo de Polonia, en Mazovia. Se encuentra en el distrito (Gmina) de Trojanów, perteneciente al condado (Powiat) de Garwolin. Se encuentra aproximadamente 32 km al sureste de Garwolin, y a 88 km al sureste de Varsovia. Su población es de 90 habitantes (2008).
Entre 1975 y 1998 perteneció al voivodato de Siedlce.